# Liste der Naturdenkmale in Faßberg
Die Liste der Naturdenkmale in Faßberg enthält die Naturdenkmale in Faßberg im Landkreis Celle in Niedersachsen.

## Naturdenkmale
| Bild            | Bezeichnung  | Ort, Lage                                                                               | Beschreibung | Schutzzweck | Nummer      |
| --------------- | ------------ | --------------------------------------------------------------------------------------- | ------------ | ----------- | ----------- |
| Fotos hochladen | Hillige Eeke | Müden (Örtze) Am Talkampe (52° 52′ 55″ N, 10° 6′ 47,2″ O)                               |              |             | ND CE 00025 |
| Fotos hochladen | Bergahorn    | Faßberg Oberohe. Langes Gehege (52° 52′ 29,6″ N, 10° 13′ 55,2″ O)                       |              |             | ND CE 00073 |
| Fotos hochladen | Bergahorn    | Faßberg Oberohe. Langes Gehege (52° 52′ 29,7″ N, 10° 13′ 56,3″ O)                       |              |             | ND CE 00074 |
| Fotos hochladen | 6 Ulmen      | Faßberg Oberohe. Langes Gehege (52° 52′ 27,5″ N, 10° 13′ 52″ O)                         |              |             | ND CE 00076 |
| Fotos hochladen | Fichte       | Faßberg Oberohe, Nahe Altensothrieth (52° 52′ 4,5″ N, 10° 14′ 0,5″ O)                   |              |             | ND CE 00083 |
| Fotos hochladen | Eiche        | Faßberg Oberohe, Nahe Altensothrieth (52° 52′ 23,9″ N, 10° 14′ 29,4″ O)                 |              |             | ND CE 00085 |
| Fotos hochladen | 2 Kiefern    | Faßberg zwischen Poitzen und Kreutzen, nahe der Örtze (52° 54′ 39,6″ N, 10° 7′ 51,2″ O) |              |             | ND CE 00107 |
| Fotos hochladen | Birke        | Schmarbeck nordöstlich Schmarbeck (52° 54′ 24,6″ N, 10° 13′ 15,1″ O)                    |              |             | ND CE 00108 |